# Andrei Nica
Andrei Nica (n. 4 ianuarie 2002, Buzău, România) este un bober ce a reprezentat România. A participat la Jocurile Olimpice de iarnă pentru tineret din 2020 în care a câștigat o medalie de aur.

## Participări
Lista de mai jos prezintă principalele competiții la care a participat Andrei Nica de-a lungul carierei.
- Jocurile Olimpice de iarnă pentru tineret din 2020[*][1][2]